# 1836
- Wikisource

| Calendário gregoriano                                                        | 1836 MDCCCXXXVI                      |
| Ab urbe condita                                                              | 2589                                 |
| Calendário arménio                                                           | 1285 – 1286                          |
| Calendário bahá'í                                                            | -8 – -7                              |
| Calendário budista                                                           | 2380                                 |
| Calendário chinês                                                            | 4532 – 4533 Início a 17 de fevereiro |
| Calendário copta                                                             | 1552 – 1553                          |
| Calendário etíope                                                            | 1828 – 1829                          |
| Calendários hindus - Vikram Samvat - Calendário nacional indiano - Cáli Iuga | 1891 – 1892 1757 – 1758 4936 – 4937  |
| Calendário Holoceno                                                          | 11836                                |
| Calendário islâmico                                                          | 1252 – 1253                          |
| Calendário judaico                                                           | 5596 – 5597                          |
| Calendário persa                                                             | 1214 – 1215 Início a 21 de março     |
| Calendário rúnico                                                            | 2086                                 |
| Calendário solar tailandês                                                   | 2379                                 |

1836 (MDCCCXXXVI, na numeração romana)  foi um ano bissexto do século XIX  do actual Calendário Gregoriano, da Era de Cristo,  e as suas letras dominicais foram  C e B (52 semanas), seu início ocorreu em uma sexta-feira e terminou num sábado.
| Ano completo                          |
| ------------------------------------- |
| Ano bissexto com início à sexta-feira |

## Eventos
- Naufrágio junto a costa do Zimbral, ilha Terceira de uma galera, tendo-se posteriormente somente recuperado a sua âncora.
- Criação do Jardim de Velas, atual Jardim da República a mando da Câmara Municipal de Velas.

### Fevereiro
- 22 de fevereiro - Criação da cidade de Uberaba-MG
- 25 de fevereiro - É patenteado o primeiro revólver, pelo norte-americano Samuel Colt.

### Março
- 5 de março:
  - Extinção do Comando militar dos Açores.
  - Samuel Colt produz o primeiro modelo de revólver (calibre 34).
- 28 de março - Divisão dos Açores em três distritos administrativos e fiscais - Ponta Delgada, Angra do Heroísmo e Horta.

### Abril
- 9 de abril - Casamento da rainha dona Maria II de Portugal com Fernando II de Portugal.

### Maio
- 13 de Maio - Tropas do Império Brasileiro reconquistam Belém, capital da província do Grão-Pará, a cidade havia sido tomada por rebeldes do movimento revolucionário Cabanagem.
- 14 de Maio - Assinatura do Tratado de Velasco tratado que concedia anexação do Texas pelos Estados Unidos, e que não foi reconhecido e nem aceito pelo México.

### Junho
- 15 de junho - Arkansas torna-se o 25.º estado norte-americano.

### Agosto
- Os cabanos, liderados por Eduardo Angelim, proclamaram uma república no Grão-Pará.

### Setembro
- 11 de setembro - Proclamação da República Rio-Grandense pelo Gen. Antônio de Sousa Netto.
- 9 e 10 de setembro - Revolução liberal portuguesa setembrista.
- 20 de setembro - Rio-grandenses, conhecidos como farroupilhas, revoltaram-se contra o governo e, comandados por Bento Gonçalves, conquistaram Porto Alegre, obrigando o presidente da província a fugir.

### Novembro
- 6 de novembro - Criação do concelho do Seixal(Portugal) pela rainha D. Maria II.

## Nascimentos
- 8 de Janeiro - Lawrence Alma-Tadema, pintor holandês.
- 16 de Janeiro - Francisco II de Bourbon, último rei das Duas Sicílias (m. 1894).
- 27 de Março - Pedro Correia da Silva, editor, jornalista e político português (m. 1893).
- 29 de Agosto - Francisco Pereira Passos, prefeito da cidade do Rio de Janeiro (m. 1913).
- 11 de Julho - Affonso Celso de Assis Figueiredo, o Visconde de Ouro Preto, político brasileiro (m. 1912).
- 12 de Julho - Franklin Dória, o Barão de Loreto, político e escritor brasileiro (m. 1906).
- 30 de Setembro - Remigio Morales Bermúdez, foi presidente do Peru (m. 1894).
- 10 de Novembro - Andrés A. Cáceres Dorregaray, foi presidente do Peru (m. 1923).
- 18 de Novembro - William Schwenck Gilbert, dramaturgo, libretista e ilustrador inglês (m. 1911).
- Maio - Germano César de Morais Pereira Sarmento, arquitecto português.
- Lam Tshewang, Desi Druk do Reino do Butão, m. 1883.

## Mortes
- 27 de Janeiro - Guilhermina de Hesse e Reno, princesa de Baden (n. 1788).
- 9 de Maio - Caleb P. Bennett, político norte-americano (n. 1758).
- 10 de Junho - André Marie Ampère, físico e matemático francês (n. 1775).
- 23 de Junho - James Mill, filósofo.
- 3 de Agosto - Carlos Frederico Lecor, Visconde da Laguna (n.1764).

## Temáticos
Ciência
- Charles Darwin termina a sua circum-navegação a bordo do HMS Beagle (1831-1836).

## Por tema
- 1836 na ciência
- 1836 no desporto
- Divisões administrativas em 1836
- 1836 no jornalismo
- 1836 na literatura
- 1836 na música
- 1836 na política